# 倖せのかたち 〜Send My Heart〜
『倖せのかたち 〜Send My Heart〜』（しあわせのかたち センド・マイ・ハート）は、1996年10月16日に発売されたTHE ALFEE44枚目のシングル。

## 概要
東邦生命のCFソングとして使用された。
本作はTHE ALFEE名義ではZeitレーベル（ポニーキャニオン）で発売された。
前作に続き桜井賢がリード・ヴォーカルを務める。オリジナルアルバムには未収録。
カップリング曲に既発曲のライヴ・ヴァージョンが選曲された珍しいシングルである。
正確には次作のシングルは「明治学院校歌」であるが、チャリティ盤の為、枚数には数えられず、「Brave Love 〜Galaxy Express 999」が次作シングルとなる。

## 収録曲
全曲　作詞・作曲：高見沢俊彦　編曲：THE ALFEE
1. 倖せのかたち 〜Send My Heart〜
2. EVERYBODY NEEDS LOVE GENERATION -Live at YOKOHAMA RED BRICKS,10th August 1996-
『LOVE』収録曲のライヴ音源。
3. 倖せのかたち 〜Send My Heart〜 (Original Karaoke)

## 収録作品
- LOVE（#2、原曲）
- THE ALFEE CLASSICS II（#1、オーケストラアレンジ）
- THE ALFEE EMOTIONAL MESSAGE SONGS（#1）
- THE ALFEE 單曲特集（#1）
- THE ALFEE 30th ANNIVERSARY HIT SINGLE COLLECTION 37（#1）
- THE ALFEE SINGLE HISTORY VOL.V 1996-2001（#1,2）
- THE ALFEE SINGLE HISTORY VOL.VI 2002-2008（#1、Premium Version）

## カタログ
- PCDA-00901 971円（税抜価格）

## 関連作品
- 倖せのかたち 〜Send My Heart〜（非売品）- 東邦生命CMソングとして使われていた音源で、当時の懸賞でのシングルCD盤。内容は『THE ALFEE SINGLE HISTORY VOL.VI 2002-2008』に収録のPremium Versionと同様だが、メッセージとカラオケ音源が付属していた。

1. THE ALFEEからのメッセージ
2. 倖せのかたち 〜Send My Heart〜
3. 倖せのかたち 〜Send My Heart〜カラオケ

- THE ALFEE HISTORY III 1992-1997（VHS・LD 1997年10月17日）-「倖せのかたち 〜Send My Heart〜」のプロモーションビデオを収録。後にDVD版が再発売された